# Shazam! (phim)
Shazam! là phim điện ảnh siêu anh hùng năm 2019 của Mỹ, dựa trên nhân vật cùng tên của DC Comics. Bộ phim do David F. Sandberg làm đạo diễn, dựa theo kịch bản của Henry Gayden và Darren Lemke. Phim có sự góp mặt của Zachary Levi và Asher Angel vào vai Billy Batson / Shazam, một cậu bé tuổi teen (Angel), người có thể biến đổi thông qua câu thần chú "Shazam" để trở thành một siêu anh hùng người lớn (Levi), cùng với đó là sự tham gia của các diễn viên Mark Strong, Grace Fulton, Jack Dylan Grazer, Ian Chen, Jovan Armand, Faithe Herman và Ron Cephas Jones. Đây sẽ là phiên bản phim đầu tiên của nhân vật kể từ sêri Adventures of Captain Marvel năm 1941 (tên đầy đủ của nhân vật) và sẽ là bộ phim điện ảnh đầu tiên xoay quanh nhân vật này.
Việc phát triển phiên bản điện ảnh người đóng của Shazam! đã được hãng New Line thực hiện từ đầu thập niên 2000, tuy nhiên mọi thứ đã không được như ý muốn. Các nhà sản xuất thậm chí đã bắt đầu vào giai đoạn tiền sản xuất vào năm 2008 dưới sự chỉ đạo của đạo diễn Peter Segal và tay viết John August, Dwayne Johnson lúc đó được cân nhắc thủ vai kẻ phản diện Black Adam, nhưng cuối cùng dự án đã bị hủy bỏ. William Goldman, Alec Sokolow, Joel Cohen, Bill Birch, Geoff Johns cùng với những tay viết khác đã theo sát dự án điện ảnh này trong nhiều năm. Sau cùng, việc sản xuất bộ phim đã chính thức được công bố vào năm 2014, với việc sẽ có sự góp mặt của ngôi sao Dwayne Johnson trong vai Black Adam. Nam diễn viên này cũng góp mặt tham gia vào một dự án phim solo về nhân vật Black Adam sẽ được phát triển sau. David F. Sandberg đã ký hợp đồng để đạo diễn bộ phim Shazam! vào tháng 2 năm 2017, Zachary Levi được lựa chọn đóng vai chính, cùng với đó là sự tham gia của diễn viên Asher Angel. Công tác quay phim bắt được thực hiện tại Toronto, Ontario, Canada từ ngày 29 tháng 1 năm 2018, với các cảnh quay chủ yếu được bấm máy tại phim trường Pinewood Toronto Studios, bộ phim được đóng máy vào ngày 11 tháng 5 năm 2018.
Shazam! được dự kiến sẽ ra mắt tại Mỹ dưới định dạng RealD 3D, Dolby Cinema và IMAX 3D vào ngày 5 tháng 4 năm 2019.
Phần tiếp theo của nó là Shazam! Fury of the Gods, sẽ được công chiếu vào 21 tháng 12, 2022.

## Nội dung
Năm 1974, cậu bé Thaddeus Sivana đang đi trên xe cùng với bố và anh trai thì bất ngờ được dịch chuyển đến Vách đá Vĩnh hằng, một ngôi đền phép thuật tại một không gian nào đó. Một vị pháp sư cổ xưa đang tìm kiếm một người có trái tim thuần khiết để truyền sức mạnh của ông và cho người đó trở thành nhà vô địch mới, sau khi nhà vô địch cũ đã thả Bảy Ác quỷ Tội lỗi giết chết Hội đồng Pháp sư. Thaddeus bị cám dỗ bởi Con mắt Tội lỗi, cậu nghe tiếng nói của bọn ác quỷ bên trong những bức tượng, chúng hứa sẽ cho cậu sức mạnh nếu cậu giải thoát cho chúng. Vị pháp sư thấy Thaddeus không xứng đáng và đưa cậu trở lại chiếc xe, cậu vô tình gây ra vụ tai nạn giao thông khiến bố cậu bị liệt chân. Bọn ác quỷ gửi tin nhắn cho Thaddeus, bảo cậu đi tìm chúng.
Năm 2018, ở Philadelphia, cậu bé 14 tuổi Billy Batson liên tục trốn khỏi nhà tình thương để đi tìm người mẹ ruột bị thất lạc từ lâu. Cậu được nhận nuôi bởi hai vợ chồng Victor Vasquez và Rosa Vasquez, sống chung với năm đứa trẻ khác là Mary Bromfield, Pedro Peña, Eugene Choi, Darla Dudley và Freddy Freeman. Trong khi đó, Thaddeus tìm được cách quay lại Vách đá Vĩnh hằng, hắn chiếm đoạt Con mắt Tội lỗi, trở thành bạn của bọn ác quỷ và hạ gục vị pháp sư. Có được sức mạnh trong tay, Thaddeus quay về giết chết bố hắn, anh trai hắn và các cổ đông trong Tập đoàn Sivana.
Billy bảo vệ Freddy khỏi bọn bạn côn đồ và chạy xuống tàu điện ngầm, sau đó được dịch chuyển đến Vách đá Vĩnh hằng. Vị pháp sư quyết định chọn Billy làm nhà vô địch mới, ông truyền sức mạnh cho cậu trước khi tan thành tro bụi. Chỉ cần nói từ "Shazam", Billy sẽ biến thành một siêu anh hùng có ngoại hình người lớn hoặc sẽ trở lại ngoại hình cũ. Trở về nhà, Freddy giúp Billy khám phá những khả năng siêu phàm cậu có, bao gồm sức mạnh phi thường, siêu tốc độ, mình đồng da sắt và bắn ra sấm sét. Billy bắt đầu trốn học, đi biểu diễn sức mạnh ngoài đường phố để kiếm tiền và danh tiếng. Sau khi cậu giải cứu một chiếc xe buýt gặp tai nạn, Thaddeus đến gặp cậu và bắt buộc cậu chuyển hết sức mạnh cho hắn. Billy phát hiện ra cậu cũng có thể bay và chạy thoát khỏi Thaddeus. Các chị em trong nhà đã biết Billy là siêu anh hùng, họ cũng đã tìm được nơi ở của mẹ cậu, người đang sống ở gần đó. Billy liền chạy đi tìm mẹ, nhưng càng đau lòng hơn khi mẹ cậu tiết lộ rằng năm xưa bà cố tình bỏ mặc cậu.
Thaddeus đã biết được danh tính của Billy và bắt các chị em trong nhà cậu làm con tin. Billy đồng ý chuyển sức mạnh cho Thaddeus để đổi lấy sự an toàn của gia đình mình. Họ đến Vách đá Vĩnh hằng để thực hiện việc chuyển sức mạnh, nhưng bọn trẻ đã đi theo và tấn công Thaddeus. Billy phát hiện ra Thaddeus có thể bị tổn thương nếu tất cả bảy ác quỷ đều ra khỏi cơ thể hắn. Thaddeus truy đuổi bọn trẻ đến một công viên giải trí và thả bọn ác quỷ ra. Nhớ lại lời dặn của vị pháp sư, Billy đã dùng cây quyền trượng để chia sẻ sức mạnh của cậu cho các chị em khác, giúp họ biến thành siêu anh hùng giống cậu. Các chị em chiến đấu với bọn ác quỷ trong khi Billy đối đầu với Thaddeus. Cuối cùng Billy hạ gục Thaddeus, lấy Con mắt Tội lỗi ra khỏi mặt hắn và bắt giữ bọn ác quỷ.
Billy và các chị em khác đến Vách đá Vĩnh hằng, đặt Con mắt Tội lỗi về chỗ cũ, tiếp tục giam giữ bọn ác quỷ. Cả nhóm quyết định sử dụng ngôi đền này làm căn cứ riêng. Billy chấp nhận mọi người trong nhà Vasquez là gia đình thật sự của cậu. Ở trường học, Billy ăn trưa với các chị em khác và tạo bất ngờ cho Freddy bằng cách mời Superman đến ăn trưa cùng họ. Trong phần cảnh hậu danh đề, Thaddeus đang bị giam trong tù gặp được một con sâu bướm biết nói tiếng người, chính là Mister Mind.

## Diễn viên
- Asher Angel và Zachary Levi trong vai William "Billy" Batson / Shazam: một cậu nhóc được ban cho sức mạnh bởi một phù thủy cổ đại và có thể biến thành một siêu anh hùng trong nhân dạng người lớn bằng cách đọc một câu thần chú. Sức mạnh của Shazam bao gồm sức mạnh phi thường sánh ngang với Superman, siêu tốc độ và khả năng bay lượn.[10][11] David Kohlsmith will portray a young William "Billy" Batson.[12]
- Mark Strong trong vai Tiến sĩ Thaddeus Sivana: Một nhà phát minh và nghiên cứu khoa học thành đạt, người đứng đầu tập đoàn Sivana Industries. Ông ta từng được phù thủy Shazam triệu hồi khi còn nhỏ, nhưng đã không được chọn để ban cho sức mạnh. Sivana đã dành cả đời mình để nghiên cứu và tìm ra những bí mật về ma thuật thông qua khoa học.[9][13]
- Jack Dylan Grazer trong vai Frederick "Freddy" Freeman: Người anh em trong gia đình mới của Billy và cũng là bạn thân của cậu, cậu là một cậu nhóc bị tàn tật rất yêu thích siêu anh hùng, là người duy nhất biết được bí mật của Billy.[14]
- Grace Fulton trong vai Mary Marvel: Người chị trong gia đình mới của Billy, người luôn phải chăm sóc những đứa trẻ trong gia đình.[15][16]
- Ian Chen trong vai Eugene Choi: Người anh em trong gia đình mới của Billy, một cậu nhóc mọt sách yêu thích công nghệ và khoa học.[17]
- Jovan Armand trong vai Pedro Peña: Người anh em trong gia đình mới của Billy, một cậu nhóc hay xấu hổ.[17]
- Faithe Herman trong vai Darla Dudley: Người em nhỏ tuổi nhất trong gia đình mới của Billy, một cô bé năng động.[18]
- Cooper Andrews trong vai Victor Vasquez: Người bố trong gia đình nhận nuôi Billy và những đứa trẻ khác.[19]
- Marta Milans trong vai Rosa Vasquez: Người mẹ trong gia đình nhận nuôi Billy và những đứa trẻ khác.[20]
- Djimon Hounsou trong vai Jebediah of Canaan / Mamaragan / Shazam:[21] Phù thủy trao sức mạnh ma thuật cho Billy.[21]

Lotta Losten, Ross Butler và Roger Davies cũng được tuyển cho những vai diễn chưa được tiết lộ. Bộ phim cũng có sự tham gia góp mặt của Andi Osho trong vai người nhân viên trong phòng cộng đồng tên là Glover, cùng với Natalia Safran trong vai Venus Sivana, vợ của Tiến sĩ Thaddeus Sivana. Một nhân vật trong bộ phim của đạo diễn David F. Sandberg vào năm 2016 là Lights Out cũng sẽ có một vai cameo.

## Âm nhạc
Vào ngày 21 tháng 7 năm 2018, Benjamin Wallfisch được cho biết sẽ sáng tác âm nhạc cho bộ phim Shazam!, đánh dấu sự hợp tác thứ ba của ông với đạo diễn David F. Sandberg sau hai bộ phim trước của Sandberg là Lights Out và Annabelle: Creation. Wallfisch trước đây cũng sáng tác một số bản nhạc dành cho phim Batman v Superman: Dawn of Justice, bộ phim thứ hai trong Vũ trụ Điện ảnh DC.

## Công chiếu
Shazam! được ra mắt tại Mỹ bởi hai nhà phát hành là New Line Cinema và Warner Bros. Pictures dưới định dạng RealD 3D, Dolby Cinema và IMAX 3D vào ngày 5 tháng 4 năm 2019.